# زواج احتفالي
الزواج الاحتفالي هو شكل من أشكال الزواج الشائعة التي يتبع فيها الزوجان الإجراءات والقوانين المحددة من قبل الدولة من أجل الاعتراف بزواجهم (على سبيل المثال، شراء ترخيص زواج، والمشاركة في حفل يقوده مأذون معتمد، وتواجد شهود في الحفل). وغالبًا ما يصحب هذا النوع من الزواج حفلات زفاف، ويكون لها أشكال مختلفة، حيث تعكس وجهات نظر دينية وفلسفية تخص الزوجين.
الزواج الاحتفالي هو عكس الزواج العرفي.